# 卡皮托爾海茨 (馬里蘭州)
卡皮托爾海茨（英語：Capitol Heights）是一個位於美國馬里蘭州佐治王子縣的市鎮。

## 人口
根據2020年美國人口普查的數據，卡皮托爾海茨的面積為2.02平方千米，當中陸地面積為2.02平方千米，而水域面積為0.00平方千米。當地共有人口4050人，而人口密度為每平方千米2,005人。